# Marmessoidea mustea
Marmessoidea mustea är en insektsart som först beskrevs av Frederick Bates 1865.
Marmessoidea mustea ingår i släktet Marmessoidea och familjen Diapheromeridae. Inga underarter finns listade i Catalogue of Life.